# Alvesrode
Alvesrode ist ein östlich gelegener Ortsteil der Stadt Springe in Niedersachsen. Der Ort liegt etwas abseits im Süden der Bundesstraße 217.

## Geschichte
Erste urkundliche Erwähnung findet Alvesrode im Jahr 1250 als „Zum Rohde“. Der Name weist auf seine Entstehung als -rode-Siedlung hin. Erst 1561 wandelte sich der Ortsname in „Alversrohde“ und später auch in „Alfesrod“, „Albesroe“ und „Alfesroda“.
Seit der Gebietsreform, die am 1. März 1974 in Kraft trat, ist Alvesrode ein Stadtteil der Stadt Springe.

## Politik
Ortsbürgermeister ist Wolfgang Nickees, Stellvertretende ist Caroline Gonschorek(Wählergemeinschaft  Alvesrode).